# L'Incroyable Histoire de Stewie Griffin
Pour plus de détails, voir Fiche technique et Distribution.
L'Incroyable Histoire de Stewie Griffin (Stewie Griffin: The Untold Story) est un film américain réalisé par Pete Michels et Peter Shin, sorti en 2005.

## Synopsis
Ce film dérivé de la série Les Griffin se concentre sur le personnage de Stewie Griffin et se compose de trois histoires.
Celles-ci sont également considérées comme les trois derniers épisodes de la saison 4 des Griffin.

## Fiche technique
- Titre : L'Incroyable Histoire de Stewie Griffin
- Titre original : Stewie Griffin: The Untold Story
- Réalisation : Pete Michels et Peter Shin (superviseur)
- Scénario : Seth MacFarlane, David Zuckerman, Tom Devanney, Kirker Butler, Patrick Meighan, John Viener et Cherry Chevapravatdumrong
  - Partie 1 : Gary Janetti et Chris Sheridan
  - Partie 2 : Alex Borstein
  - Partie 3 : Steve Callaghan
- Musique : Ron Jones
- Montage : Michael T. Elias
- Production : Kara Vallow
- Société de production : 20th Century Fox Television, Fox Television Animation et Fuzzy Door Productions
- Pays :  États-Unis
- Genre : Animation, aventure et comédie
- Durée : 88 minutes
- Dates de sortie : 
  -  États-Unis : 27 septembre 2005

## Doublage
- Seth MacFarlane : Stewie Griffin / Peter Griffin / Brian Griffin / Glenn Quagmire / Tom Tucker / Stuart « Stu » Griffin / Bugs Bunny / Kool-Aid Guy / voix additionnelles
- Alex Borstein : Lois Griffin / Tricia Takanawa / Vanessa / Condoleezza Rice / voix additionnelles
- Seth Green : Chris Griffin / voix additionnelles
- Mila Kunis : Meg Griffin / voix additionnelles
- Lori Alan : Diane Simmons
- Noel Blanc : Elmer Fudd / voix additionnelles
- John G. Brennan : Horace / voix additionnelles
- Mike Henry : Cleveland Brown / John Herbert
- Gary Janetti : voix additionnelles
- Don LaFontaine : l'annonceur de la Fox
- Phil LaMarr : Ollie Williams / voix additionnelles
- Ron Livingston : l'employé
- Rachael MacFarlane : Katie Couric / la femme enceinte / Britney Spears
- Kevin Michael Richardson : Ray Charles / voix additionnelles
- Kate Rigg : voix additionnelles
- Will Sasso : Randy Newman / James Lipton
- André Sogliuzzo : voix additionnelles
- Rory Charles Thost : Casper
- John Viener : Meg « Ron » Griffin
- Adam West : le maire Adam West
- Wally Wingert : voix additionnelles
- René Auberjonois : Odo
- Ralph Garman : voix additionnelles
- Jennie Garth : Kelly Taylor
- Larry Kenney : Lion-O
- Lynne Lipton : Cheetara
- Jason Priestley : Brandon Walsh
- Chris Sheridan : voix additionnelles
- Danny Smith : Al Harrington
- Tori Spelling : Donna Martin
- Fred Tatasciore : voix additionnelles
- Adam Borstein : voix additionnelles
- Michael Clarke Duncan : The Stork
- Bill Fagerbakke : l'Indien
- David A. Goodman : Jésus
- Ali Hillis : voix additionnelles
- Busy Philipps : voix additionnelles
- Patrick Warburton : Joe Swanson
- Audrey Wasilewski : voix additionnelles

## Distinctions
Le film a été nommé pour quatre DVD Exclusive Awards et a remporté les prix du Meilleur film d'animation original, Meilleur scénario pour un film original et Meilleur doubleur pour un film original pour Seth MacFarlane. Il a également reçu le Cinema Audio Society Award du Meilleur mixage son pour un contenu original sorti en DVD.